# După Măgura
După Măgura – wieś w Rumunii, w okręgu Vrancea, w gminie Vintileasca. W 2011 roku liczyła 95
mieszkańców.